# Achille Talon aggrave son cas !
Achille Talon aggrave son cas ! est un album de bande dessinée réalisé par Greg, deuxième tome de la série Achille Talon, paru en 1967 chez Dargaud.
L'album poursuit les divagations d'Achille Talon et des personnages de son voisinage, cette fois en gags de deux pages. De nouveaux personnages font leur apparition, comme le père d'Achille Talon, le patron hargneux et de petite taille du journal Polite, caricature de René Goscinny. Il est à noter que les gags sont présentés sur un format page de droite puis page de gauche, ce qui finira par susciter un autre gag présent au début de l'album suivant. Cela augure déjà de nombreux gags qui briseront le quatrième mur en s'adressant directement au lecteur, mais aussi en mettant en scène des personnages de bande dessinées qui savent qu'ils sont dans un album.